# Oroshiyakoku Suimutan
Oroshiyakoku Suimutan è un film del 1992 diretto da Jun'ya Satō e tratto dall'omonimo romanzo dello scrittore giapponese Yasushi Inoue.

## Trama
Una spedizione giapponese fa naufragio al largo delle coste della Siberia. Il capitano e i suoi sedici marinai intraprendono una meravigliosa avventura piena di emozioni, fino a giungere alla corte della zarina Caterina II di Russia.